# Tornio
Tornio (severosámsky Duortnus, švédsky Torneå) je obec ve finské provincii Lappi (Laponsko). Ve městě žije přibližně 21 tisíc obyvatel. Rozloha obce činí 1227,09 km² (43,85 km² připadá na vodní plochy). Hustota zalidnění dosahuje 18,8 obyvatel na km². Na západě obec hraničí se švédskou obcí Haparanda (finsky Haaparanta), avšak obyvatelstvo je finskojazyčné.

## Historie

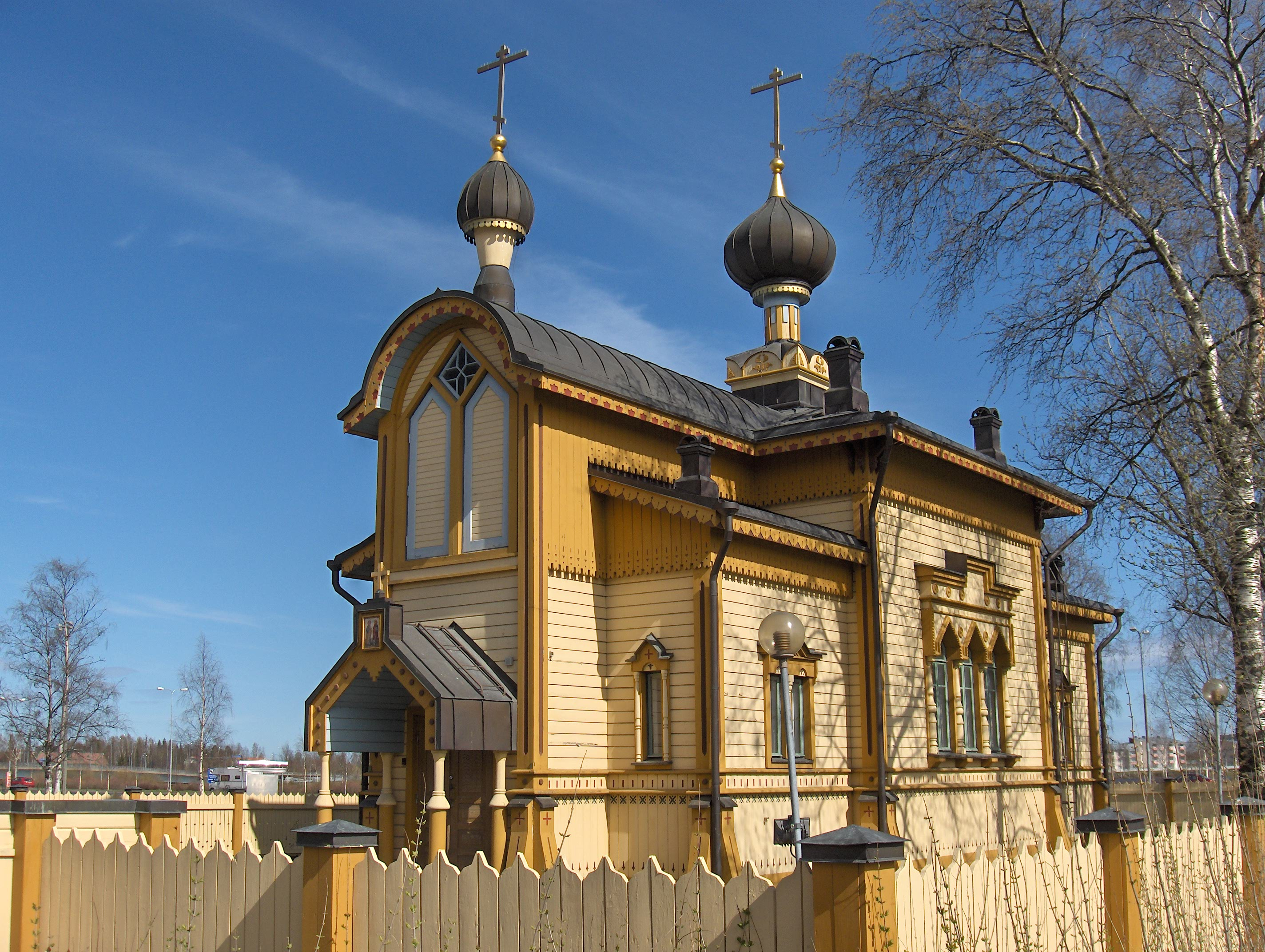
Ortodoxní kostel v Torniu

Delta řeky Tornionjoki byla osídlena záhy po konci poslední doby ledové. Do 19. století byla oblast obydlena Kemijskými Sámy. Město pojmenováno po řece i pojmenováno, přičemž název je odvozen od finského slova torni (věž).
Tornio bylo oficiálně založeno pod švédským jménem Torneå roku 1621 švédským králem Gustavem II. Adolfem na ostrově Suensaari (Vlčí ostrov). Ačkoli bylo město díky své obchodní poloze na čas nejbohatším městem švédské říše, počet jeho obyvatel po staletí nepřesáhl 500. Během 18. století bylo město navštíveno mnohými expedicemi ze střední Evropy zabývajícími se prozkoumáváním arktických oblastí. Nejdůležitější expedicí byla ta z let 1736–1737 vedená členem francouzské akademie Pierrem Louisem Moreau de Maupertuis, která přišla k řece Tornio měřením dokázat zploštělost Země směrem k pólům.
Laponský obchod začal v 18. století upadat, čímž se zmenšovalo i bohatství města. Největší ztráty ale město utrpělo během poslední války mezi Švédskem a Ruskem v roce 1808, kdy Finsko a s ním i Tornio připadlo ruské říši. Švédové pak počali rozvoj vesnice Haparanda na své straně hranice. Během ruské nadvlády město nebylo příliš významné (s výjimkou krymské války a 1. světové války, kdy bylo město důležitou křižovatkou pro transport zboží a osob). Během 1. světové války byla železnice mezi Haparandou a Torniem jedinou železniční tratí spojující Rusko se západními spojenci.
Ačkoli po finském osamostatnění v roce 1917 počet obyvatel začal stoupat, město spíše upadalo. Nesehrálo žádnou roli ve finské občanské válce, avšak zažilo těžké pouliční boje během laponské války mezi Finskem a Německem. Rychlé osvobození finskou armádou patrně uchránilo město před vypálením Němci, které potkalo mnoho laponských měst.
Po 2. světové válce našlo mnoho lidí zaměstnání díky úspěchu místního pivovaru Lapin Kulta a ocelárně Outokumpu. Vzrostl i turismus. Město je centrem západolaponského školství. Ve Torniu (a v Kemi) sídlí univerzita aplikovaných věd.
Tornio a Haparanda mají společnou historii jako partnerská města a hodlají se spojit v jediné město EuroCity. Nové městské centrum je v současnosti budováno na švédsko-finské hranici a mnoho obecních služeb je využíváno společně.

## Externí odkazy

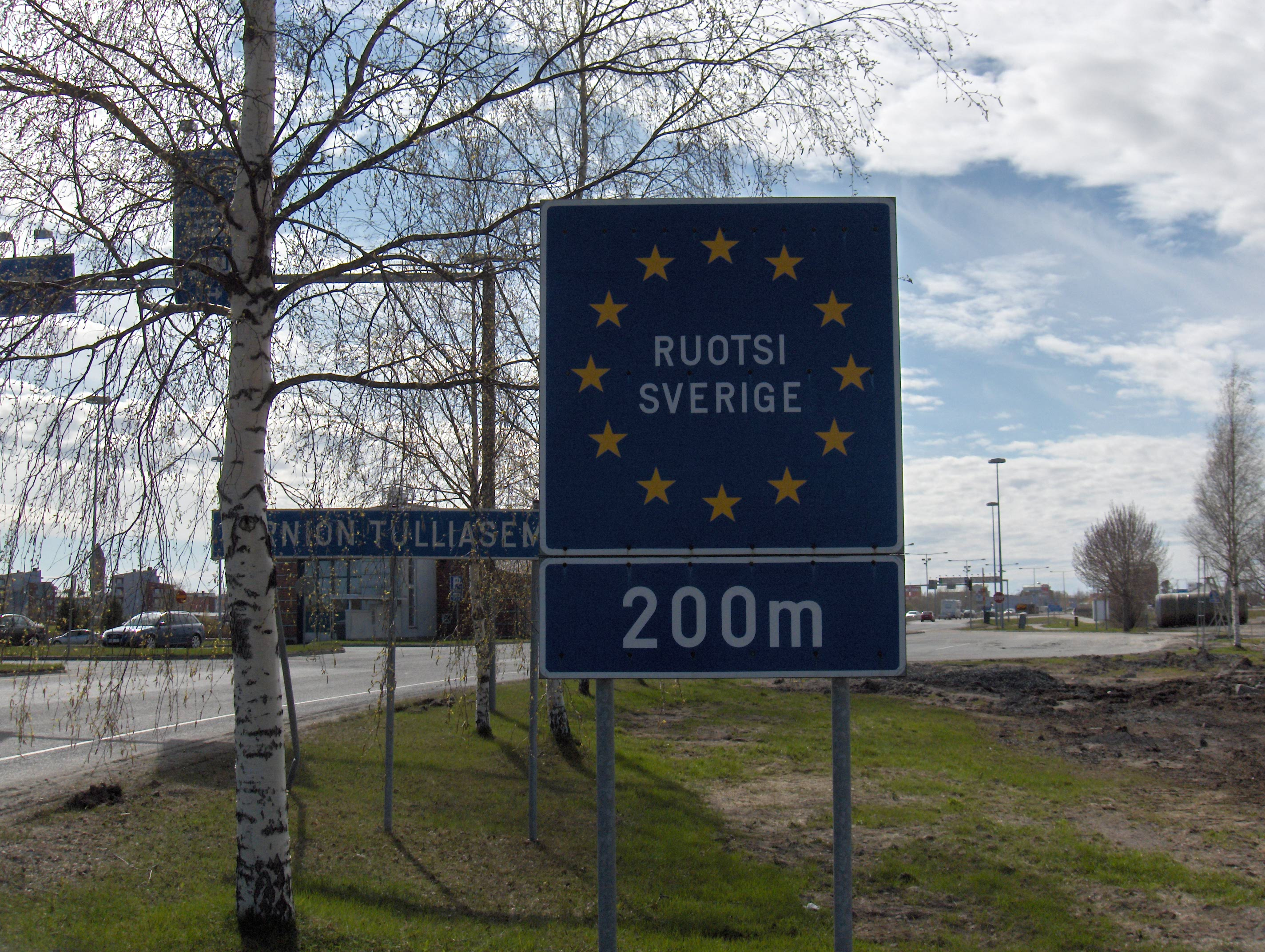
Dvojjazyčná cedule značící 200m ke hranici se Švédskem

## Partnerská města

### Nejužší spolupráce
- Haparanda, Švédsko

### Další sesterská města
- Devizes, Spojené království
- Hammerfest, Norsko
- Ikast, Dánsko
- Kirovsk,[ujasnit] Rusko
- Szekszárd, Maďarsko
- Vetlanda, Švédsko